# Marko Petković
Marko Petković (srbskou cyrilicí Марко Петковић; * 3. září 1992, Sremska Mitrovica, Svazová republika Jugoslávie) je srbský fotbalový obránce a reprezentant, od léta 2013 hráč klubu FK Crvena zvezda.

## Klubová kariéra
- OFK Bělehrad (mládež)
- OFK Bělehrad 2010–2013
- FK Crvena zvezda 2013–2017
- FK Spartak Moskva 2017–2019
- Tondela 2020–

## Reprezentační kariéra
Reprezentoval Srbsko v mládežnických kategoriích včetně U21.
Zúčastnil se Mistrovství Evropy hráčů do 21 let 2015 konaného v Praze, Olomouci a Uherském Hradišti, kde byli mladí Srbové vyřazeni již v základní skupině.
V A-mužstvu Srbska debutoval 13. 11. 2015 v přátelském utkání v Ostravě proti reprezentaci České republiky (porážka 1:4).